# Havasi fülespacsirta
A havasi fülespacsirta vagy egyszerűen csak havasi pacsirta — (Eremophila alpestris) a madarak osztályának verébalakúak (Passeriformes) rendjébe és a pacsirtafélék (Alaudidae) családjába tartozó faj.

## Rendszerezése
A fajt Carl von Linné svéd természettudós írta le 1758-ban, az Alauda nembe Alauda alpestris néven.

## Alfajai
- Eremophila alpestris arcticola (Oberholser, 1902) – északnyugat-Amerikai Egyesült Államok (Alaszka), északnyugat-Kanada;
- Eremophila alpestris hoyti (Bishop, 1896) – észak-Kanada;
- Eremophila alpestris alpestris (Linnaeus, 1758) – kelet-Kanada;
- Eremophila alpestris merrilli (Dwight, 1890) – Kanada és az Amerikai Egyesült Államok nyugati partvidéke (Brit Columbiától észak-Kaliforniáig);
- Eremophila alpestris strigata (Henshaw, 1884) – Kanada (dél-Brit Columbia partvidéke), északnyugat-Amerikai Egyesült Államok (délen Oregonig);
- Eremophila alpestris alpina (Jewett, 1943) – északnyugat-Amerikai Egyesült Államok (nyugat-Washington;
- Eremophila alpestris lamprochroma (Oberholser, 1932) – nyugat-Amerikai Egyesült Államok belső hegyvidéke (dél-Washingtontól észak-Kaliforniáig és Nevadáig);
- Eremophila alpestris leucolaema (Coues, 1874) – északnyugat-Kanadától középnyugat-Amerikai Egyesült Államokig;
- Eremophila alpestris. enthymia (Oberholser, 1902) – délközép-Kanadától dél-Amerikai Egyesült Államokig (Oklahomáig és Texasig);
- Eremophila alpestris praticola (Henshaw, 1884) – kelet-Amerikai Egyesült Államok, délkelet-Kanada;
- Eremophila alpestris sierrae (Oberholser, 1920) – délnyugat-Amerikai Egyesült Államok (északkelet-Kalifornia hegyvidéke);
- Eremophila alpestris rubea (Henshaw, 1884) – délnyugat-Amerikai Egyesült Államok (közép-Kalifornia);
- Eremophila alpestris utahensis (Behle, 1938) – nyugatközép-Amerikai Egyesült Államok hegyvidéke;
- Eremophila alpestris insularis (Dwight, 1890) – délnyugat-Amerikai Egyesült Államok (Channel-szigetek);
- Eremophila alpestris actia (Oberholser, 1902) – délnyugat-Amerikai Egyesült Államok (dél-Kalifornia partvidéke), északnyugat-Mexikó;
- Eremophila alpestris ammophila (Oberholser, 1902) – délnyugat-Amerikai Egyesült Államok (Mojave-sivatag és Amargosa-sivatag);
- Eremophila alpestris leucansiptila (Oberholser, 1902) – délnyugat-Amerikai Egyesült Államok (Colorado-sivatag);
- Eremophila alpestris occidentalis (McCall, 1851) – délnyugat-Amerikai Egyesült Államok (észak-Arizonától közép-Új-Mexikóig;
- Eremophila alpestris adusta (Dwight, 1890) – délnyugat-Amerikai Egyesült Államok (dél-Arizonától dél-Új-Mexikóig);
- Eremophila alpestris enertera (Oberholser, 1907) – délnyugat-Amerikai Egyesült Államok (közép-Alsó-Kalifornia);
- Eremophila alpestris giraudi (Henshaw, 1884) – dél-Amerikai Egyesült Államok partvidéke, északkelet-Mexikó;
- Eremophila alpestris aphrasta (Oberholser, 1902) – északnyugat-Mexikó;
- Eremophila alpestris lactea A. R. Phillips, 1970 – északkelet-Mexikó;
- Eremophila alpestris diaphora (Oberholser, 1902) – közép-Mexikó (délkelet-Coahuilától északkelet-Puebláig);
- Eremophila alpestris chrysolaema (Wagler, 1831) – közép-Mexikó (Zacatecas, Veracruz);
- Eremophila alpestris oaxacae (Nelson, 1897) – dél-Mexikó;
- Eremophila alpestris peregrina (P. L. Sclater, 1855) – közép-Kolumbia;
- Eremophila alpestris flava (J. F. Gmelin, 1789) – észak-Eurázsia;
- Eremophila alpestris brandti (Dresser, 1874) – a Kaukázus (régió) vidékétől Mandzsúriáig;
- Eremophila alpestris atlas (Whitaker, 1898) – Marokkó;
- Eremophila alpestris balcanica (Reichenow, 1895) – délkelet-Európa;
- Eremophila alpestris kumerloevei Roselaar, 1995 – nyugat- és közép-Anatólia;
- Eremophila alpestris penicillata (Gould, 1838) – kelet-Törökországtól Iránig;
- Eremophila alpestris bicornis (C. L. Brehm, 1842) – Libanon, észak-Izrael, dél-Szíria;
- Eremophila alpestris albigula (Bonaparte, 1850) – délnyugat-Türkmenisztántól északnyugat-Pakisztánig;
- Eremophila alpestris argalea (Oberholser, 1902) – észak-Indiától közép-Kínáig;
- Eremophila alpestris teleschowi (Przevalski, 1887) – nyugat-Kína;
- Eremophila alpestris przewalskii (Bianchi, 1904) – nyugat-Kína (észak-Csinghaj);
- Eremophila alpestris nigrifrons (Przevalski, 1876) – nyugat-Kína (északkelet-Csinghaj hegyvidéke);
- Eremophila alpestris longirostris (F. Moore, 1856) – Himalája vidéke;
- Eremophila alpestris elwesi (Blanford, 1872) – nyugat-Kína (Tibeti-fennsík);
- Eremophila alpestris khamensis (Bianchi, 1904) – délközép-Kína.

## Előfordulás
Európa és Ázsia jelentős részén, továbbá Észak-Amerikában költ. Ez a család egyetlen olyan faja, amely megtalálta az utat Amerikába. Mivel ott nem éltek hasonló életmódú madarak, messzire délen elterjedt és mára elérte Dél-Amerika északnyugati részét is. Természetes élőhelyei a tundrák, sztyeppek és sivatagok, közép- és magas hegyvidéken is előfordul, Kolumbiában 2700 méter magasban is. Fészkelőterületén állandó, de messzire elkóborol.

### A Kárpát-medencében
Magyarországon november és február között ritka vendég. A Kárpátokban többfelé fészkel.

## Megjelenése
Testhossza 14-17 centiméter, szárnyainak fesztávolsága 30-35 centiméter, testtömege 26-46 gramm. A tojó kisebb, mint a hím. Fején mozgatható tollpamacsok vannak. Feje sárga, kivéve az arca két oldalán és a torkán lévő fekete foltokkal. Háta, szárnya és farka vörösebarna, hasalja piszkosfehér.
|  |

## Életmódja, élőhelye
Nyáron rovarokkal, csigákkal és férgekkel táplálkozik, telelőhelyein inkább gyommagvakat és pókokat fogyaszt.

### Szaporodása
Évente kétszer költ májustól június közepéig. Tundrákon, fátlan hegyi területeken fűcsomók közé rejti fészkét. Egy fészekalja 3-5 tojás; ezeken a tojó 10-14 napig kotlik. A kikelt fiókák még 9-12 nap múlva röpülnek ki.
|  |  |

## Természetvédelmi helyzete
Az elterjedési területe rendkívül nagy, egyedszáma nagy, viszont csökken, de még nem éri el a kritikus szintet. A Természetvédelmi Világszövetség Vörös listáján nem fenyegetett fajként szerepel. Magyarországon védett, természetvédelmi értéke 50 000 forint forint.